# Troiițke, Sînelnîkove
Troiițke (în ucraineană Троїцьке) este un sat în comuna Hirkî din raionul Sînelnîkove, regiunea Dnipropetrovsk, Ucraina.

## Demografie
Componența lingvistică a localității Troiițke
     Ucraineană (95,45%)
     Rusă (4,55%)
Conform recensământului din 2001, majoritatea populației localității Troiițke era vorbitoare de ucraineană (95,45%), existând în minoritate și vorbitori de rusă (4,55%).